# Solanum piperiferum
Solanum piperiferum är en potatisväxtart som beskrevs av Achille Richard. Solanum piperiferum ingår i släktet skattor som ingår i familjen potatisväxter. Inga underarter finns listade i Catalogue of Life.